# Rio Bentiaba
O rio Bentiaba (ou Rio de São Nicolau) é um rio no sul de Angola. Desagua no Oceano Atlântico próximo da comuna de  Bentiaba na Província do Namibe.
Nas suas margens têm sido encontrados vários fósseis dos Cretácico, incluindo mosassauros.